# پیتر بروکو
پیتر بروکو (انگلیسی: Peter Brocco؛ ۱۶ ژانویه ۱۹۰۳ – ۲۰ دسامبر ۱۹۹۲) یک هنرپیشه اهل ایالات متحده آمریکا بود.

## گزیده فیلم‌شناسی
از فیلم‌ها یا برنامه‌های تلویزیونی که وی در آن نقش داشته‌است می‌توان به آثار زیر اشاره کرد.
- ملقب به آقای توآی‌لایت (۱۹۴۶)
- شمشیرزن (فیلم) (۱۹۴۸)
- تنش (فیلم) (۱۹۴۹)
- خانه کنار رودخانه (۱۹۵۰)
- تفنگدار (فیلم ۱۹۵۰) (۱۹۵۰)
- پگی (فیلم ۱۹۵۰) (۱۹۵۰)
- نقطه فروپاشی (فیلم ۱۹۵۰) (۱۹۵۰)
- سه راز (۱۹۵۰)
- فرانسیس به مسابقات می‌رود (۱۹۵۱)
- کاراسوی بزرگ (۱۹۵۱)
- فت من (فیلم) (۱۹۵۱)
- سیروکو (فیلم) (۱۹۵۱)
- هدف بلند (۱۹۵۱)
- راه‌بند (فیلم) (۱۹۵۱)
- جیم مک‌لین بزرگ (۱۹۵۲)
- رینگ (فیلم ۱۹۵۲) (۱۹۵۲)
- زندانی زندا (فیلم ۱۹۵۲) (۱۹۵۲)
- داستان سه عشق (۱۹۵۳)
- جام نقره (فیلم) (۱۹۵۴)
- فردا گریه خواهم کرد (فیلم) (۱۹۵۵)
- دایان (فیلم ۱۹۵۶) (۱۹۵۶)
- نژاد اصیل (۱۹۵۶)
- بالاخره او خندید (۱۹۵۶)
- منطقه نیمه‌روشن (۱۹۵۹)
- اجبار (فیلم ۱۹۵۹) (۱۹۵۹)
- المر گنتری (فیلم) (۱۹۶۰)
- اسپارتاکوس (فیلم) (۱۹۶۰)
- آمریکای زیرزمینی (۱۹۶۱)
- ماجراهای یک مرد جوان همینگوی (۱۹۶۲)
- کارآموزان (فیلم) (۱۹۶۲)
- بالکن (فیلم) (۱۹۶۳)
- روس‌ها می‌آیند، روس‌ها می‌آیند (۱۹۶۶)
- بازی‌ها (فیلم) (۱۹۶۷)
- جانی تفنگش را برداشت (فیلم) (۱۹۷۱)
- پلیس (فیلم ۱۹۷۲) (۱۹۷۲)
- پاپیون (فیلم ۱۹۷۳) (۱۹۷۳)
- دیوانه از قفس پرید (۱۹۷۵)
- منطقه گرگ و میش: فیلم (۱۹۸۳)
- مامانو از قطار بنداز پایین (۱۹۸۷)
- جنگ رزها (فیلم) (۱۹۸۹)
- پول دیگران (۱۹۹۱)
- فازی